# Willemijn de Munnik
Willemijn Middelkoop - de Munnik (Urk, 28 juni 1996) is een Nederlandse zangeres, beter bekend als Willemijn van Urk. Ze is vooral bekend binnen het behoudend christelijke volksdeel.
De eerste dvd met liedjes van Willemijn kwam uit toen zij tien jaar was, nadat ze was ontdekt bij een plaatselijk kinderkoor. De rond Urk opgenomen dvd (Hoger dan de blauwe luchten) sloeg aan en Willemijn werd een bekende naam binnen behoudend protestantse kringen in Nederland. Vele concerten, veelal samen met een van de Urker koren, volgden. In 2008 verscheen een tweede dvd, met als titel Kom, ga je mee?. Deze dvd werd opgenomen op verschillende locaties in Nederland. In 2009 werd een dvd opgenomen in Israël, met als titel Shalom, Willemijn. Willemijn verzamelde een grote schare fans om zich heen. Haar opkomst en populariteit zijn uniek in bevindelijk gereformeerde kringen, waar dit grotendeels onbekende fenomenen zijn. Vergelijkingen met het (eveneens uit een vissersdorp afkomstige) voormalige kindsterretje Jan Smit worden van de hand gewezen, daar het genre totaal niet vergeleken kan worden. In 2011 werd gewerkt aan een vierde dvd.
Op 29 februari 2012 trad Willemijn op in het EO-programma Jong als idool van het ernstig zieke meisje Alana Klas.

## Dvd's
- Hoger dan de blauwe luchten (2006)
- Kom, ga je mee? (2008)
- Shalom, Willemijn (2009)
- God heb ik lief (2010)

## Cd's
- Nader mijn God, bij U
- Waar liefde woont
- Willemijn zingt psalmen
- O, liefde Gods
- Kerst met Willemijn
- Kom, ga mee
- Aanbidding
- Verootmoediging
- Liederen van Johannes de Heer'